# Пламен Георгиев (дипломат)
Пламен Георгиев е български политик и дипломат.

## Биография
Пламен Георгиев Георгиев е роден през 1973 г. Завършил е специалност „Политология“ в СУ. Когато е 30-годишен, започва да работи в МВнР.
С Указ 33 на президента от 2 февруари 2023 г. Пламен Георгиев е назначен за посланик на Република България в Канада. Преди това е служил като секретар в посолствата в Гърция и САЩ.